# Mind Body & Soul
Mind Body & Soul es el segundo álbum de estudio de la artista inglesa Joss Stone. Fue lanzado en el Reino Unido el 27 de septiembre de 2004 a través de Relentless Records, y en Estados Unidos el 28 de septiembre a través de S-Curve Records y Virgin Records. Es el primer álbum que acredita a Stone como compositora. Es el álbum más exitoso de Stone en el Reino Unido hasta la fecha, dónde debutó en el número uno, quedándose una semana. Esto convirtió a Stone en la artista más joven en llegar a la cima de la lista de álbumes de ese país, un récord ostentado hasta ese momento por la cantante pop Avril Lavigne; mientras tanto Mind Body & Soul se convirtió en el primer número uno de Relentless Records. Posteriormente, el álbum logró posicionarse en el puesto 39 entre los álbumes más vendidos de 2004 en el Reino Unido, con sólo tres meses de venta desde su lanzamiento. Logró su máximo puesto al debutar 11 en el Billboard 200 del mercado americano, y el sencillo "Spoiled" llegó al puesto 54 de la lista Billboard Hot R&B/Hip-Hop Songs.
El 9 de septiembre de 2005, Mind Body & Soul fue certificado triple disco de platino por la BPI, y platino por la RIAA por ventas de 1,2 millones de copias en los EE. UU. Fue nominado en 2005 al Grammy por Mejor Álbum de Pop Vocal. 

## Recepción de la crítica
El álbum fue bien recibido por la crítica. En el sitio Metacritic, que asigna promedios entre 0 y 100, el álbum logra un 64, basado en 11 revisiones, indicando "críticas favorables en general". Stephen Thomas Erlewine de Allmusic, señaló que, en comparación con The Soul Sessions, "algunas canciones son un poco más radiantes y un poco más preparadas para la radio que antes, hay una más pronunciada vibra hip-hop en los ritmos, y ella suena un poco más como una diva esta vez, no tanto para alejar a viejos fanes, pero lo suficiente como para sumar a varios nuevos. El álbum tiene un toque seductor y sensual; hay una genuina sensación de sonido a arena en los ritmos, pero sin embargo está envuelto en una producción que es suave como la seda". John Murphy de musicOMH entusiasmado dijo "este es un álbum excelente, y sobre esta base Joss Stone será un nombre reconocido por años y años". Darryl Sterdan del sitio canadiense Jam! dijo que "incluso si su contribución en la creación se limita a las letras y algunas melodías, ella sigue entregando brillantez, mostrando una habilidad especial para estribillos cortantes y coros pegadizos".
De Billboard, Michael Paoletta, comentó que "Stone sigue reinventando la música soul, inyectándole al sonido clásico, otro contemporáneo con descaro y vitalidad" y que "a lo largo del álbum, esa voz reina". La periodista de The Guardian, Caroline Sullivan, cree que "este disco es mejor verlo como un trampolín, por lo cual no se debe ser tan exigente con él". También destaca la maduración en la voz de Stone, que la describe como más "sexy" comparándola con The Soul Sessions. Para la revista Vibe, Dimitri Ehrlich llamó al álbum "profundamente refrescante" y señaló que "no hay nada nuevo aquí, pero si usted es un oyente acostumbrado a la producción densa y demasiado pulida del R&B contemporáneo, la sencillez y crudeza de Stone vendrá como una revelación". Laura Sinagra de Rolling Stone, escribió que "como su último álbum, lleno de elegantes órganos retro y wah-wah dominan este grupo de originales" y llamó a la canción "Spoiled" como "unos de los puntos fuertes del álbum", sin embargo canciones como "You Had Me" o "Don't Cha Wanna Ride" las describió "más como canciones tipo Destiny's Child que como blues del ayer". De Entertainment Weekly, el periodista David Browne no se dejó impresionar, afirmando que "salvo por una pequeña incursión en el reggae y una puñalada Power ballad, las canciones son medio-tiempos monótonos".

## Lista de canciones
| N.º | Título | Escritor(es)                                                             | Productor(es)                               | Duración |  |
| 1.  | «Right to Be Wrong»                                                                                       | Joss Stone, Desmond Child, Betty Wright                                  | Mike Mangini, Steve Greenberg, Wright       | 4:40     |  |
| 2.  | «Jet Lag»                                                                                                 | Stone, Jonathan Shorten, Conner Reeves                                   | Mangini, Greenberg, Wright, Shorten, Reeves | 4:00     |  |
| 3.  | «You Had Me»                                                                                              | Stone, Francis "Eg" White, Wendy Stoker, Wright                          | Mangini, Greenberg, Wright                  | 3:59     |  |
| 4.  | «Spoiled»                                                                                                 | Stone, Lamont Dozier, Beau Dozier                                        | Mangini, Greenberg, Wright                  | 4:03     |  |
| 5.  | «Don't Cha Wanna Ride» (contiene un sample de "Am I the Same Girl/Soulful Strut" de Young-Holt Unlimited) | Stone, Child, Wright, Greenberg, Mangini, Eugene Record, William Sanders | Mangini, Greenberg, Wright                  | 3:31     |  |
| 6.  | «Less Is More»                                                                                            | Stone, Shorten, Reeves                                                   | Commissioner Gordon                         | 4:17     |  |
| 7.  | «Security»                                                                                                | Stone, Greenberg, Daniel Pierre                                          | Mangini, Greenberg, Wright                  | 4:30     |  |
| 8.  | «Young at Heart»                                                                                          | Stone, Salaam Remi                                                       | Remi, Wright                                | 4:10     |  |
| 9.  | «Snakes and Ladders»                                                                                      | Stone, Shorten, Reeves                                                   | Mangini, Greenberg, Wright, Shorten, Reeves | 3:35     |  |
| 10. | «Understand»                                                                                              | Stone, Wright, Angelo Morris, Mangini, Greenber                          | Mangini, Greenberg, Wright                  | 3:46     |  |
| 11. | «Don't Know How»                                                                                          | Pierre, Curtis Richardson, Jeremy Ruzumna, Justin Gray                   | Mangini, Greenberg, Wright, Danny P         | 4:01     |  |
| 12. | «Torn and Tattered»                                                                                       | Austin Howard, Ben Wolf, Andy Dean, Wright                               | The Boilerhouse Boys, Greenberg, Wright     | 3:58     |  |
| 13. | «Killing Time»                                                                                            | Beth Gibbons, Stone, Wright                                              | Mangini, Greenberg, Wright                  | 5:11     |  |
| 14. | «Sleep Like a Child» (la duración real de la canción es 5:19; el resto es silencio)                       | Patrick Seymour                                                          | Mangini, Greenberg, Wright                  | 15:27    |  |
| 15. | «Daniel» (track oculto)                                                                                   | Stone                                                                    |                                             | 2:44     |  |

| Bonus track japonés |                          |                              |                            |          |  |
| N.º                 | Título                   | Escritor(es)                 | Productor(es)              | Duración |  |
| 15.                 | «Holding Out for a Hero» | Jim Steinman, Dean Pitchford | Mangini, Greenberg, Wright | 3:35     |  |

### Edición especial
| Bonus tracks |                                               |                                          |                  |          |  |
| N.º          | Título                                        | Escritor(es)                             | Productor(es)    | Duración |  |
| 15.          | «Night Time Is the Right Time/The Right Time» | Napoleon Brown, Ozzie Cadena, Lew Herman | B. Dozier        | 3:50     |  |
| 16.          | «God Only Knows»                              | Brian Wilson, Tony Asher                 | B. Dozier        | 3:06     |  |
| 17.          | «Calling It Christmas» (dueto con Elton John) | Elton John, Bernie Taupin                | John, Matt Still | 4:14     |  |

| Bonus DVD |                                           |          |  |
| N.º       | Título                                    | Duración |  |
| 1.        | «You Had Me» (video)                      |          |  |
| 2.        | «Right to Be Wrong» (video)               |          |  |
| 3.        | «Spoiled» (video)                         |          |  |
| 4.        | «Don't Cha Wanna Ride» (video)            |          |  |
| 5.        | «Mind Body & Soul» (Electronic Press Kit) |          |  |

### Bonus CD holandés edición limitada
| Grabado en vivo en el De Duif, Ámsterdam, Países Bajos, el 24 de enero de 2005 por Radio 3FM |                                            |          |  |
| N.º                                                                                          | Título                                     | Duración |  |
| 1.                                                                                           | «Super Duper Love (Are You Diggin' on Me)» | 7:00     |  |
| 2.                                                                                           | «Fell in Love with a Boy»                  | 5:04     |  |
| 3.                                                                                           | «Spoiled»                                  | 4:18     |  |
| 4.                                                                                           | «Less Is More»                             | 4:59     |  |
| 5.                                                                                           | «Right to Be Wrong»                        | 5:25     |  |
| 6.                                                                                           | «You Had Me»                               | 4:53     |  |

## Personal
| - Joss Stone – vocalista principal (todos los tracks); coros (tracks 1–6, 9–12) - John Angier – arreglos de cuerda (tracks 2, 3, 7, 9, 13, 14) - Raymond Angry – clavinet, sintetizador Moog (track 3); órgano Hammond (tracks 1–3, 5, 7, 10); órgano (track 11); piano (tracks 5, 7) - Troy Auxilly-Wilson – batería (track 8) - Teodross Avery – saxofón (track 6) - Ruby Baker – backing vocals (tracks 7, 13) - Thom Bell – arreglos de cuerdas y trompa (track 4) - Cindy Blackman – batería (tracks 1, 3, 7, 11) - The Boilerhouse Boys – productores (track 12) - Bombshell – coros (tracks 1–3, 5, 7, 8, 11, 13) - Astor "Crusty" Campbell – batería (track 6) - Willburn "Squidley" Cole – baterías adicionales (track 6) - Commissioner Gordon – productor, ingeniero, programación, percusiones (track 6) - Delroy "Chris" Cooper – bajo (track 6) - Jack Daley – bajo (tracks 1, 3, 7) - Clovette Danzy – coros (track 7) - Tanya Darby – trompeta (track 6) - Shomoni "Sho" Dylan – asistente de ingeniería (track 8) - Jeni Fujita – coros (track 8) - Chris Gehringer – masterización - Van Gibbs – guitarra (track 8) - David Gorman – dirección artística, diseño - Charlie Green – maquillaje artístico - Steve Greenberg – productor (tracks 1–5, 7, 9–14); productor ejecutivo - Steve Greenwell – mezcla (all tracks); ingeniero, programación (tracks 2–5, 7, 9–11); bajo (track 10) - Willie "Little Beaver" Hale – guitarra (tracks 4, 12, 13) - Vincent Henry – clarinete, saxofón alto, saxofón soprano (track 8) - David "Jody" Hill – batería (tracks 4, 9, 10, 12, 13) - Stafford Hunter – trombón (track 6) - Pete Iannacone – bajo (track 2) - Jonathan Joseph – batería (tracks 2, 5) - Ellison Kendrick – coros (track 7) - Bryan Lasley – dirección artística, diseño - Benny Latimore – piano (tracks 1, 4, 12, 13); Wurlitzer (track 10) - Brian Magallones – estilista de peinado | - Tom "Bones" Malone – trompeta, trombón, saxofón tenor, saxofón barítono (tracks 3, 5, 13); fliscorno (tracks 1, 7) - Mike Mangini – productor (tracks 1–5, 7, 9–11, 13, 14); mezcla (tracks 1–11, 13, 14); programación (tracks 2–5, 7, 9–11); bajo (tracks 5, 14); teclado (track 5) - Mercedes Martínez – coros (tracks 2, 7) - Aleeta Mayo – dirección artística, diseño - Roger Moenks – fotografía - Tracey Moore – coros (tracks 2, 7) - Angelo Morris – bajo (tracks 4, 12, 13); piano Rhodes (tracks 1, 3); guitarra (tracks 7, 10) - AJ Nilo – guitarra (tracks 1, 2, 5, 7, 11) - Gary "Mon" Noble – ingeniero (track 8) - Ignacio Nunez – percusiones (track 10) - Danny P – productor, bajo, piano Rhodes (track 11); guitarra (tracks 7, 11); piano (track 14) - Bruce Purse – trompeta, fliscorno (track 8) - Conner Reeves – productor (tracks 2, 9); coros, arreglos de coros (track 6) - Salaam Remi – productor, bajo, órgano, cuerdas, Wurlitzer (track 8) - Margaret Reynolds – coros (tracks 7, 13) - Nile Rodgers – guitarra (track 3) - Verónica Sánchez – coros (track 7) - William "Kooly" Scott – coros (track 7) - Jonathan Shorten – teclado (tracks 2, 6, 9); piano Rhodes (tracks 2, 14); caja de ritmos, Sintetizador (track 2); productor, programación (tracks 2, 9); arreglos de cuerda (track 9) - Jamie Siegel – engineer (track 6) - Earl "Chinna" Smith – guitarra (track 6) - Angie Stone – piano Rhodes (track 7) - Timmy Thomas – órgano (tracks 10, 12, 13); Hammond B3 (track 4) - Ahmir "Questlove" Thompson – batería (track 14) - Amy Touma – fotografía - Carl Vandenbosche – percusiones (track 9) - Alan Weekes – guitarra eléctrica (track 9) - Betty Wright – coros (tracks 1–5, 7–13); productor (tracks 1–5, 7–14); productor vocal (tracks 6, 8) - Jeanette Wright – coros (tracks 7, 13) - Nir Zidkyahu – percusiones (track 2) |

### Orquesta
| - Brian Chen – viola - Carol Cook – viola - Elizabeth Dyson – violonchelo - Dawn Hannay – viola - Vivek Kamath – viola - Lisa Kim – violín - Sarah Kim – violín - Tom Carney Myung-Hi Kim – violín - Krzysztof Kuznik – violín - Soo Hyun Kwon – violín - Jeanne LeBlan – violonchelo - Jessica Lee – violín - Matt Lehmann – violín - Liz Lim – violín | - Pat Milando – corno francés - Matt Milewsky – violín - Kevin Mirkin – viola - Eileen Moon – violonchelo - Phil Myers – corno francés - Dan Panner – viola - Sandra Park – violín - Laura Seaton – violín - Sarah Seiver – chelo - Fiona Simon – violín - Dave Smith – corno francés - Sharon Yamada – violín - Jung Sun Yoo – violín |